# 科波内
科波内（法語：Copponex，法語發音：[kɔpɔne]）是法国上萨瓦省的一个市镇，位于该省西部偏北，属于圣于连昂热讷瓦区。

## 地理
科波内（46°3'2"N, 6°4'25"E）面积9.21 平方千米，位于法国奥弗涅-罗讷-阿尔卑斯大区上萨瓦省，该省份为法国东部省份，历史上为薩伏依的一部分，北与瑞士接壤，西接安省，南至萨瓦省，东与瑞士和意大利接壤。
与科波内接壤的市镇（或旧市镇、城区）包括：昂迪伊、塞尔西耶、克吕塞耶、圣布莱斯。
科波内的时区为UTC+01:00、UTC+02:00（夏令时）。

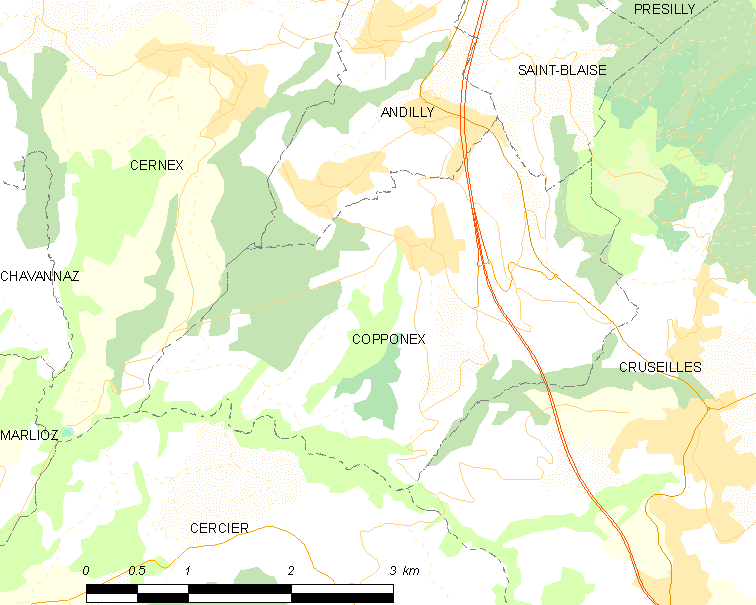
科波内的OSM定位图

## 行政
科波内的邮政编码为74350，INSEE市镇编码为74088。

## 政治
科波内所属的省级选区为福龙河畔拉罗什县。

## 交通
法国国家A41号高速公路经过境内并设有出入口，但仅连接北侧方向。另外上萨瓦省省道D27线、D223线、D227线和D1201线在境内交汇。有省内客运巴士可前往阿讷西。

## 人口

1962-2008年间科波内人口变化图示

科波内于2022年1月1日时的人口数量为1287人。